# 15. etape af Tour de France 2009
Femtende etape af Tour de France 2009 blev kørt søndag d. 19. juli og gik fra Pontarlier til Verbier.
Ruten var 207,5 km lang.
- Etape: 15
- Dato: 19. juli
- Længde: 207,5 km
- Danske resultater:

037. Chris Anker Sørensen + 4.06
040. Nicki Sørensen + 4.10
133. Brian Vandborg + 18.12
- Gennemsnitshastighed: 41,0 km/t

## Point- og bjergspurter

### 1. sprint (Thierrens)
Efter 56,5 km
| Vinder | Egoi Martínez   | 6p |
| 2.     | Ryder Hesjedal  | 4p |
| 3.     | Christophe Kern | 2p |

### 2. sprint (Martigny-Ville)
Efter 181 km
| Vinder | Amaël Moinard         | 6p |
| 2.     | Jurgen Van Den Broeck | 4p |
| 3.     | David Moncoutie       | 2p |

### 1. bjerg (Côte du Rafour)
3. kategori stigning efter 8 km
| Plads | Navn                  | Point |
| ----- | --------------------- | ----- |
| 1.    | Franco Pellizotti     | 4     |
| 2.    | Pierrick Fedrigo      | 3     |
| 3.    | Egoi Martínez         | 2     |
| 4.    | Jurgen Van Den Broeck | 1     |

### 2. bjerg (Col des Étroits)
3. kategori stigning efter 18,5 km
| Plads | Navn              | Point |
| ----- | ----------------- | ----- |
| 1.    | Franco Pellizotti | 4     |
| 2.    | Sylvain Chavanel  | 3     |
| 3.    | Egoi Martínez     | 2     |
| 4.    | David Loosli      | 1     |

### 3. bjerg (Côte de la Carrière)
3. kategori stigning efter 54 km
| Plads | Navn                | Point |
| ----- | ------------------- | ----- |
| 1.    | Christophe Kern     | 4     |
| 2.    | Franco Pellizotti   | 3     |
| 3.    | Egoi Martínez       | 2     |
| 4.    | José Iván Gutiérrez | 1     |

### 4. bjerg (Côte de Prévonloup)
3. kategori stigning efter 74 km
| Plads | Navn                  | Point |
| ----- | --------------------- | ----- |
| 1.    | Ryder Hesjedal        | 4     |
| 2.    | Pierrick Fedrigo      | 3     |
| 3.    | Jurgen Van Den Broeck | 2     |
| 4.    | Mikel Astarloza       | 1     |

### 5. bjerg (Col des Mosses)
2. kategori stigning efter 135 km
| Plads | Navn                  | Point |
| ----- | --------------------- | ----- |
| 1.    | Pierrick Fedrigo      | 10    |
| 2.    | Mikel Astarloza       | 9     |
| 3.    | Jurgen Van Den Broeck | 8     |

### 6. bjerg (Verbier)
1. kategori stigning efter 207,5 km
| Plads | Navn             | Point |
| ----- | ---------------- | ----- |
| 1.    | Alberto Contador | 30    |
| 2.    | Andy Schleck     | 26    |
| 3.    | Vincenzo Nibali  | 22    |

## Udgåede ryttere
- 153  Tom Boonen fra Quick Step stillede ikke til start.
- 081  Vladimir Efimkin fra Ag2r-La Mondiale stod af.

## Resultatliste
|    | Navn                | Land           | Hold               | Tid     |
| -- | ------------------- | -------------- | ------------------ | ------- |
| 1  | Alberto Contador    | Spanien        | Astana Pro Team    | 5:03.58 |
| 2  | Andy Schleck        | Luxembourg     | Team Saxo Bank     | + 0.43  |
| 3  | Vincenzo Nibali     | Italien        | Liquigas           | + 1.03  |
| 4  | Frank Schleck       | Luxembourg     | Team Saxo Bank     | + 1.06  |
| 5  | Bradley Wiggins     | Storbritannien | Garmin-Slipstream  | + 1.06  |
| 6  | Carlos Sastre       | Spanien        | Cervélo TestTeam   | + 1.06  |
| 7  | Cadel Evans         | Australien     | Silence-Lotto      | + 1.26  |
| 8  | Andreas Klöden      | Tyskland       | Astana Pro Team    | + 1.29  |
| 9  | Lance Armstrong     | USA            | Astana Pro Team    | + 1.35  |
| 10 | Kim Kirchen         | Holland        | Team Columbia-HTC  | + 1.55  |
| 11 | Roman Kreuziger     | Tjekkiet       | Liquigas           | + 2.06  |
| 12 | Tony Martin         | Tyskland       | Team Columbia-HTC  | + 2.13  |
| 13 | Vladimir Karpets    | Rusland        | Team Katusha       | + 2.13  |
| 14 | Maxime Monfort      | Belgien        | Team Columbia-HTC  | + 2.23  |
| 15 | Christophe Le Mével | Frankrig       | Française des Jeux | + 2.32  |

## Eksternt link
- Etapeside Arkiveret 19. juli 2009 hos  Wayback Machine på Letour.fr Arkiveret 28. februar 2011 hos  Wayback Machine (fransk) (engelsk) (tysk) (spansk)

- Wikimedia Commons har flere filer relateret til 15. etape af Tour de France 2009